# Abu Dhabi Investment Authority Tower
Abu Dhabi Investment Authority Tower je najveća zgrada u emiratskom glavnom gradu Abu Dhabiju koja je dovršena 2006. godine. Visoka je 185 m te ima 40 katova i 13 liftova. Francuski penjač Alain Robert poznat pod nadimkom "Spiderman" se 23. veljače 2007. u dogovoru s lokalnim vlastima popeo na vrh zgrade ne koristeći nikakvu opremu i zaštitu.
Arhitekt zgrade je Kohn Pedersen Fox poznat kao arhitekt šangajskog nebodera Shanghai World Financial Center. Emiratski neboder je gradila južnokorejska tvrtka Samsung Engineering & Construction od 2001. do 2006. godine.